# 4137 Crabtree
4137 Crabtree је астероид главног астероидног појаса чија средња удаљеност од Сунца износи 2,365 астрономских јединица (АЈ).
Апсолутна магнитуда астероида је 13,2.